# Aberdeen Football Club 2023-2024
Questa voce raccoglie le informazioni riguardanti l'Aberdeen Football Club nelle competizioni ufficiali della stagione 2023-2024.

## Stagione
- In Scottish Premiership l'Aberdeen si classifica al settimo posto (48 punti), dietro al Dundee e davanti all'Hibernian.
- In Scottish Cup sono eliminati in semifinale dal Celtic (3-3 d.t.s., 5-6 d.c.r.).
- In Scottish League Cup sono eliminati in finale dai Rangers (0-1).
- In Europa League sono eliminati nei play-off di qualificazione degli svedesi dell'Häcken (3-5).
- In Conference League vengono sorteggiati nel gruppo G con i tedeschi dell'Eintracht Francoforte,i greci del PAOK, e i finlandesi dell'HJK.Si classificano terzi con 6 punti.

## Maglie e sponsor
Il fornitore tecnico per la stagione 2023-2024 è Adidas, mentre lo sponsor ufficiale è TEXO. 
| Casa | Trasferta | Terza divisa |

## Rosa
| N. |                               | Ruolo | Calciatore                |
| -- | ----------------------------- | ----- | ------------------------- |
| 2  | Scozia (bandiera)             | D     | Nicky Devlin              |
| 3  | Scozia (bandiera)             | D     | Jack MacKenzie            |
| 4  | Scozia (bandiera)             | C     | Graeme Shinnie (capitano) |
| 5  | Finlandia (bandiera)          | D     | Richard Jensen            |
| 6  | Danimarca (bandiera)          | D     | Stefan Gartenmann         |
| 7  | Irlanda (bandiera)            | C     | Jamie McGrath             |
| 8  | Scozia (bandiera)             | C     | Connor Barron             |
| 9  | Macedonia del Nord (bandiera) | A     | Bojan Miovski             |
| 10 | Inghilterra (bandiera)        | C     | Leighton Clarkson         |
| 11 | Capo Verde (bandiera)         | A     | Duk                       |
| 15 | Nuova Zelanda (bandiera)      | D     | James McGarry             |
| 17 | Irlanda (bandiera)            | C     | Jonny Hayes               |

| N. |                        | Ruolo | Calciatore       |
| -- | ---------------------- | ----- | ---------------- |
| 18 | Irlanda (bandiera)     | C     | Killian Phillips |
| 19 | Slovenia (bandiera)    | A     | Ester Sokler     |
| 20 | Inghilterra (bandiera) | A     | Shayden Morris   |
| 21 | Stati Uniti (bandiera) | C     | Dante Polvara    |
| 23 | Scozia (bandiera)      | C     | Ryan Duncan      |
| 24 | Paesi Bassi (bandiera) | P     | Kelle Roos       |
| 27 | Inghilterra (bandiera) | D     | Angus MacDonald  |
| 28 | Scozia (bandiera)      | D     | Jack Milne       |
| 30 | Canada (bandiera)      | C     | Junior Hoilett   |
| 31 | Scozia (bandiera)      | P     | Ross Doohan      |
| 33 | Montenegro (bandiera)  | D     | Slobodan Rubežić |
| 49 | Scozia (bandiera)      | A     | Fletcher Boyd    |